# Carassai
Carassai é uma comuna italiana da região de Marcas, província de Ascoli Piceno, com cerca de 1 263 habitantes. Estende-se por uma área de 22 km², tendo uma densidade populacional de 57 hab/km². Faz fronteira com Cossignano, Montalto delle Marche, Monte Vidon Combatte (FM), Montefiore dell'Aso, Ortezzano (FM), Petritoli (FM), Ripatransone.

## Demografia
| Variação demográfica do município entre 1861 e 2011                               |
|                                                                                   |
| Fonte: Istituto Nazionale di Statistica (ISTAT) - Elaboração gráfica da Wikipedia |